# Esther van Berkel
Esther van Berkel est une joueuse néerlandaise de volley-ball née le 31 août 1990 à Veghel. Elle mesure 1,76 m et joue au poste de réceptionneuse-attaquante. Elle totalise 17 sélections en équipe des Pays-Bas.

## Clubs
| Club             | De        | À         |
| ---------------- | --------- | --------- |
| VC Weert         |           | 2007-2008 |
| VC Nesselande    | 2008-2009 | 2009-2010 |
| Sliedrecht Sport | 2010-2011 | 2013-2014 |
| Stade français   | 2014-2015 | 2014-2015 |
| 1. VC Wiesbaden  | 2015-2016 | 2015-2016 |
| Sliedrecht Sport | fév 2017  | …         |

## Palmarès
- Championnat des Pays-Bas
  - Vainqueur : 2012, 2013, 2019.
  - Finaliste : 2014.
- Coupe des Pays-Bas
  - Vainqueur : 2012, 2019, 2020.
- Supercoupe des Pays-Bas
  - Vainqueur : 2013, 2018, 2019.
  - Finaliste : 2012.